# Skaramangás (Attique)
Skaramangás, en grec moderne : Σκαραμαγκάς, est une ville portuaire du dème de Chaïdári, en Attique, Grèce.
Selon le recensement de 2011, la population de la localité s'élève à 1 255 habitants.